# Fructushuset

Fructushuset är en byggnad på Ulvsundavägen 108 i Ulvsunda industriområde i västra Stockholm. Byggnaden uppfördes 1939-1940 för Fructus efter ritningar av Ture Wennerholm. I byggnaden tillverkade Fructus Pommac.
Byggnader består av en långsträckt fabriksdel i ett plan med källare som sträcker sig genom kvarteret. Mot Ulvsundavägen finns en tvärställd kontorsbyggnad i två plan. Fasaderna har en vit putsfasad med fönsterband. Byggnaden anses ha stort kulturhistoriskt värde och vara ett exempel på en modernt och funktionellt planerad fabriksbyggnad, utformad med estetiska ambitioner i ett elegant och avancerat formspråk.
Idag finns andra verksamheter i byggnaden.

## Bilder

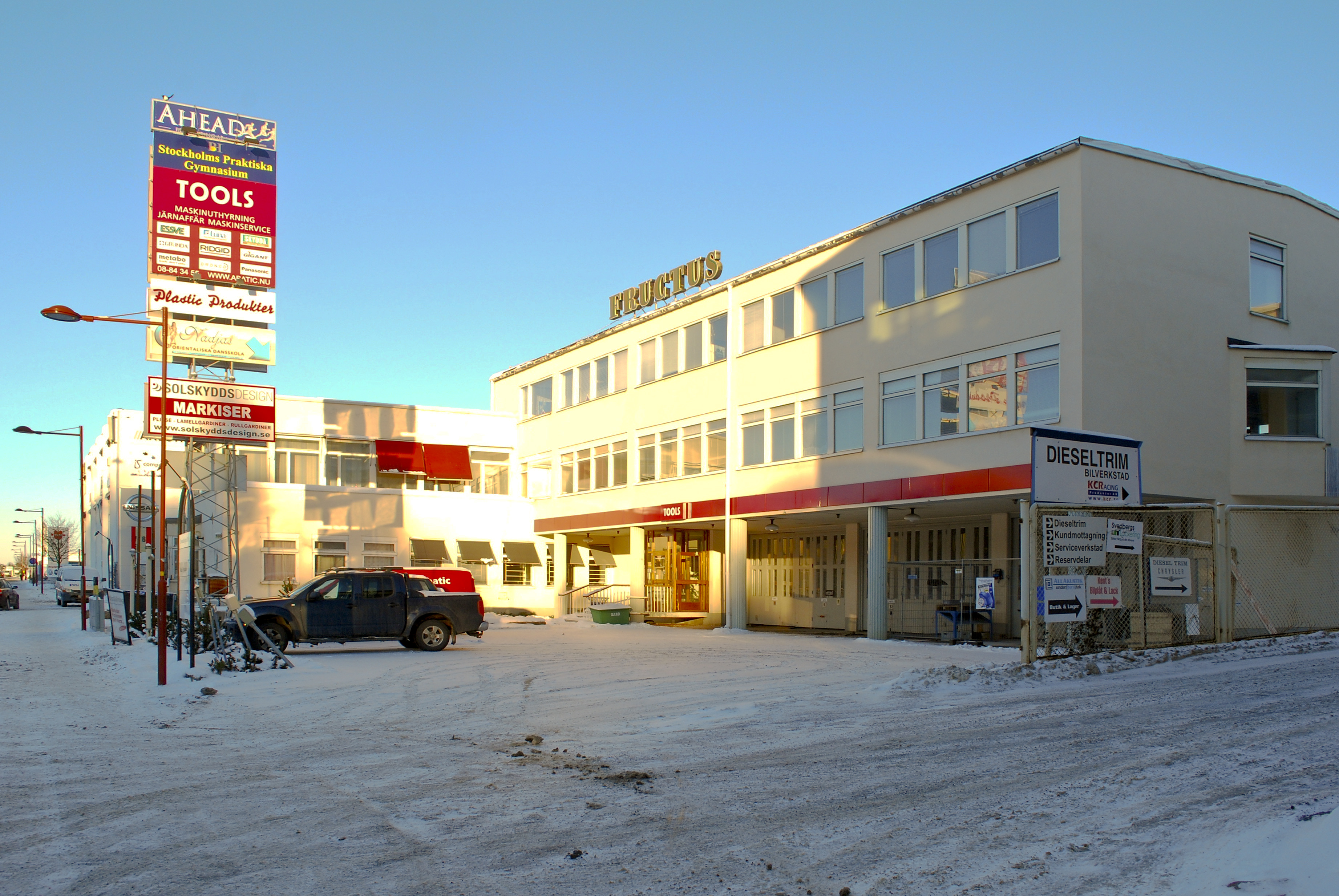
Fasad mot Ulvsundavägen.
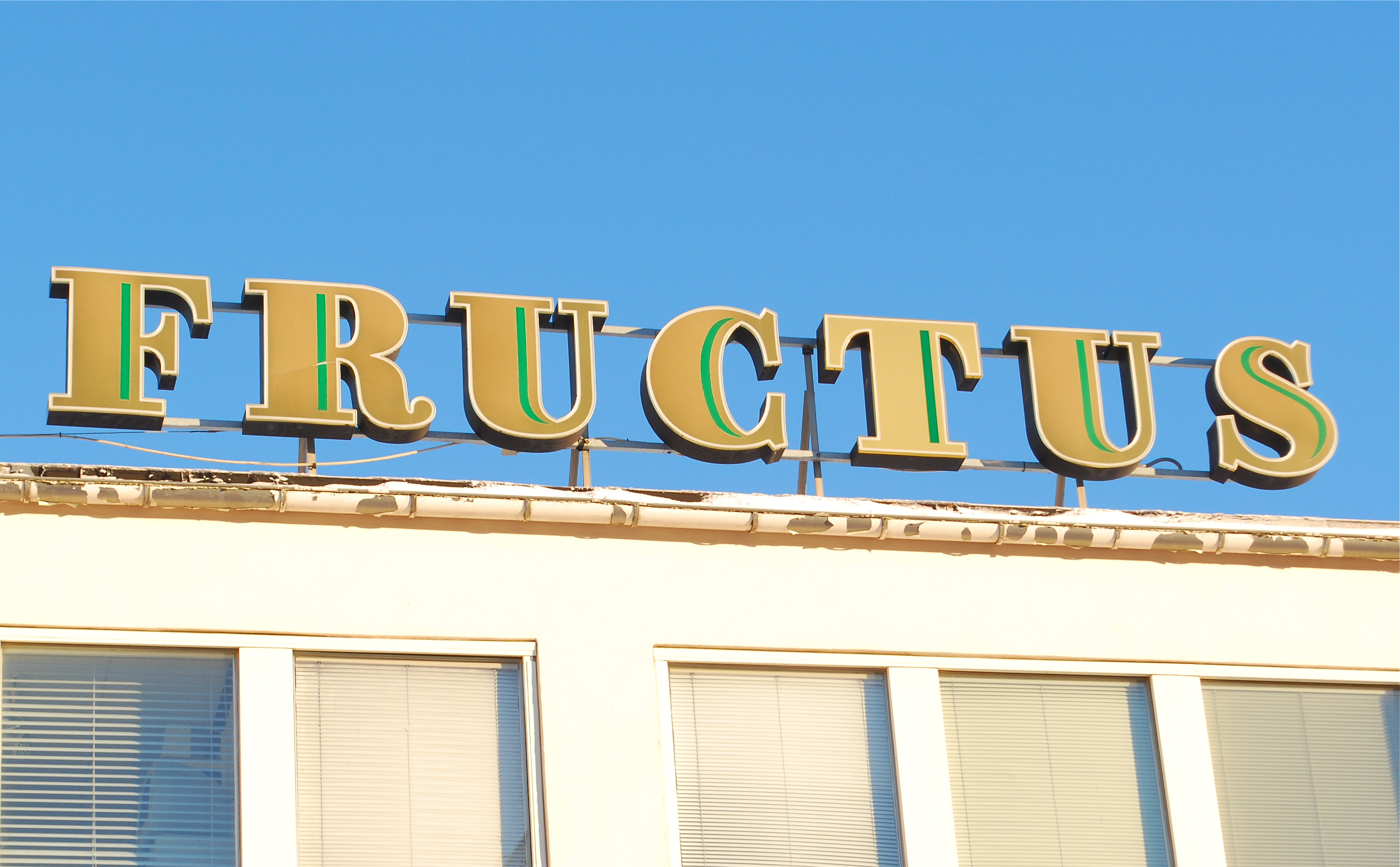
Fructusskylten finns kvar på taket.
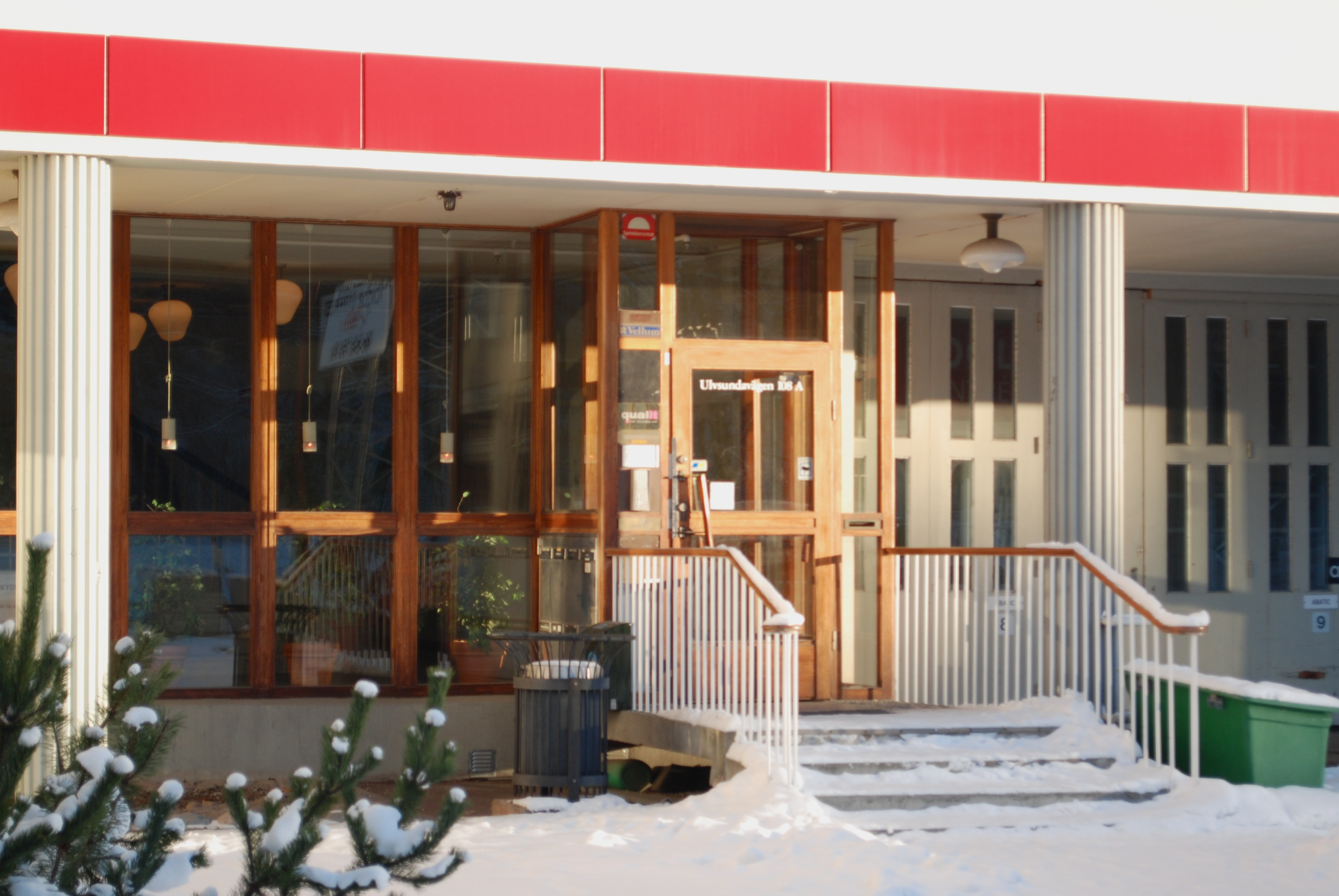
Entrén till Fructushuset.